# Антон Автов
Антон Автов е български свещеник и просветен деец от Късното Възраждане в Македония.

## Биография
Работи като български учител и градски свещеник в Охрид. След Междусъюзническата война при избухването на Охридско-Дебърското въстание отслужва молебени за тържеството на българското оръжие и окуражава с проповеди въстаниците. След потушаването на въстанието е хвърлен в затвора за два месеца.